# Krste Misirkov
Krste Petkov Misirkov (en bulgare : Кръстьо Петков Мисирков ; en macédonien : Крсте Петков Мисирков) né le 18 novembre 1874 à Postol (aujourd'hui Pella, en Grèce) et mort le 26 juillet 1926 à Sofia, Bulgarie, était un philologue, slavophile, historien et ethnographe, auteur des premiers livre et magazine scientifiques en macédonien, dans lesquels il souligne pour la première fois les principes de la langue littéraire macédonienne,.
Son œuvre écrite est centrale pour l'affirmation de l'existence d'un peuple macédonien et d'une langue macédonienne distincts de la nation bulgare. Il a publié un livre, un magazine et plus de trente articles. Cependant, au cours de sa vie, Misirkov a exprimé des points de vue contradictoires sur l'ethnicité des Slaves vivant en Macédoine, les nommant tantôt « Macédoniens », « Bulgares » ou encore « Bulgares macédoniens ». Il a aussi exprimé des doutes sur sa propre appartenance ethnique. Ainsi, son héritage est sujet à controverse et il peut être réclamé par les Macédoniens tout comme par les Bulgares.

## Biographie

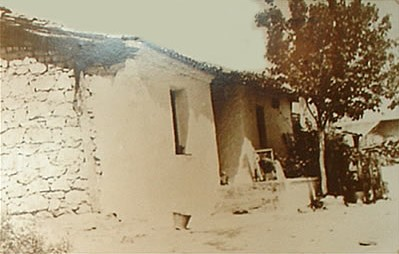
La maison natale de Misirkov

Krste Petkov Misirkov est né le 18 novembre 1874 à Postol, village de la Macédoine grecque, alors dans l'Empire ottoman. Il n'a pu achever son éducation primaire dans l'école grecque locale à cause des ennuis financiers de ses parents. À l'époque, la Serbie lançait des campagnes de propagande culturelle dans la région afin de faire naître un sentiment serbe chez les Slaves macédoniens. Après une période sans vraie scolarité, Misirkov demande une bourse à l'association serbe St Sava, qu'il obtient. Misirkov profite de l'enseignement serbe et part à Belgrade, mais découvre rapidement l'objectif de propagande de l'association. Il se révolte avec d'autres étudiants puis rejoint Sofia, où il cette fois est confronté à la propagande bulgare pour les Macédoniens. Il retourne en Serbie, dans l'association Saint Sava, où il poursuit ses études. Après d'autres rébellions étudiantes, l'association finit par fermer ses portes et disperse ses élèves à travers le pays. Misirkov est envoyé à Šabac, où il achève son éducation secondaire. Il retourne ensuite à Belgrade où il entre dans une école pour instituteurs ; il obtient son diplôme en 1895. Il fonde aussi sa propre association, appelée Vardar, du nom du fleuve qui traverse la Macédoine. Cette association doit enseigner la géographie, l'histoire et l'ethnologie macédoniennes aux Macédoniens et défend l'idée selon laquelle la Macédoine doit appartenir aux Macédoniens,. La société rencontre toutefois la résistance des autorités serbes et doit fermer en 1895. Krste Misirkov est ensuite nommé professeur à Pristina, au Kosovo, mais il refuse le poste et part à Odessa pour poursuivre ses études.
Ses diplômes serbes ne sont pas reconnus en Russie et il doit recommencer toute son éducation à Poltava. En 1897, il est cependant autorisé à entrer à l'université d'État de Saint-Pétersbourg. Là-bas, il rejoint l'association des étudiants bulgares et présente l'ethnographie et l'histoire des Balkans à la Société géographique de Russie. Il fonde également la Société scientifique et littéraire macédonienne, inspirée du club qu'il avait créé à Belgrade. En 1901, il entre à l'université d'Odessa, et en 1902, sa Société envoie un mémorandum aux Grandes Puissances sur la question macédonienne, qui propose notamment la codification du macédonien, l'instauration d'une Église orthodoxe macédonienne et l'autonomie de la Macédoine dans l'Empire ottoman.
Un peu plus tard, il abandonne l'université et retourne en Macédoine. Il n'a pas les moyens de poursuivre ses études et il accepte de devenir professeur dans un lycée de Bitola pour l'exarchat bulgare. Il projette d'ouvrir des écoles pour les Macédoniens et de publier des manuels en langue macédonienne, mais l'insurrection d'Ilinden puis l'assassinat du consul russe en 1903 contrecarrent ses plans et il retourne en Russie. Il y publie des articles sur l'insurrection ainsi que sur les raisons de l'assassinat, puis il écrit la brochure Des questions macédoniennes qu'il publie à Sofia. Il attaque l'exarchat de Bulgarie ainsi que le VMRO, responsable de l'insurrection d'Ilinden, ce qui lui vaut d'être persécuté par l'organisation, dont les membres détruisent des copies de ses ouvrages. 

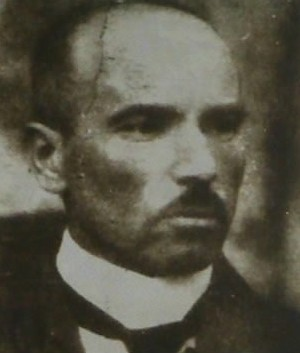
La dernière photo de Misirkov

En 1905, il part à Berdiansk, au sud de la Russie ; il y publie le journal Vardar et travaille comme instituteur bulgare. Après 1905, ses articles expriment de plus en plus un point de vue bulgare et réfutent totalement sa brochure Des questions macédoniennes,,. Le 18 avril 1907, il commence par ailleurs à participer au magazine sofiote La revue macédono-andrinopolitaine, organe du VMRO.
Au début de la première guerre balkanique, en 1912, Misirkov repart en Macédoine, en tant que  correspondant de guerre russe. Il y suit la progression de l'armée bulgare et publie une série d'articles soutenant la fin de la présence ottomane dans les Balkans. En 1913, il redevient professeur bulgare, à Odessa. Il y écrit un journal intime, retrouvé en 2006. Il est ensuite nommé à Kichinev, en Bessarabie, et commence à publier la revue La Voix macédonienne, écrite en russe. Il y utilise le pseudonyme K. Pelski.
Après l'éclatement de la Première Guerre mondiale, la Bessarabie est proclamée république et Krste Misirkov est élu au Sfatul Țării, le nouveau parlement, en tant que député de la minorité bulgare. Cependant, la Bessarabie est annexée par la Roumanie en 1918 et Mirsikov retourne à Sofia où il dirige le département historique du Musée national d'Ethnographie. Il enseigne plus tard dans des lycées de Karlovo et de Koprivchtitsa. Il poursuit aussi son activité de journaliste et publie des articles sur la question macédonienne dans la presse bulgare. Misirkov meurt en 1926 et c'est le ministère de l'éducation qui finance son enterrement à Sofia.